# Прапор Новогродівки
Міськи́й пра́пор Новогродівки — офіційний символ міста Новогродівки Донецької області. Затверджений 21 серпня 2009 року рішенням №5/44-3 сесії Новогродівської міської ради.   

## Опис
Прямокутне полотнище зі співвідношенням сторін 2:3 складається з двох рівновеликих горизонтальних смуг жовтого і зеленого кольорів. Від держалка відходить блакитний трикутник, на якому жовті промені. Висота трикутника становить 5/12 довжини прапора.